# Saeffelen

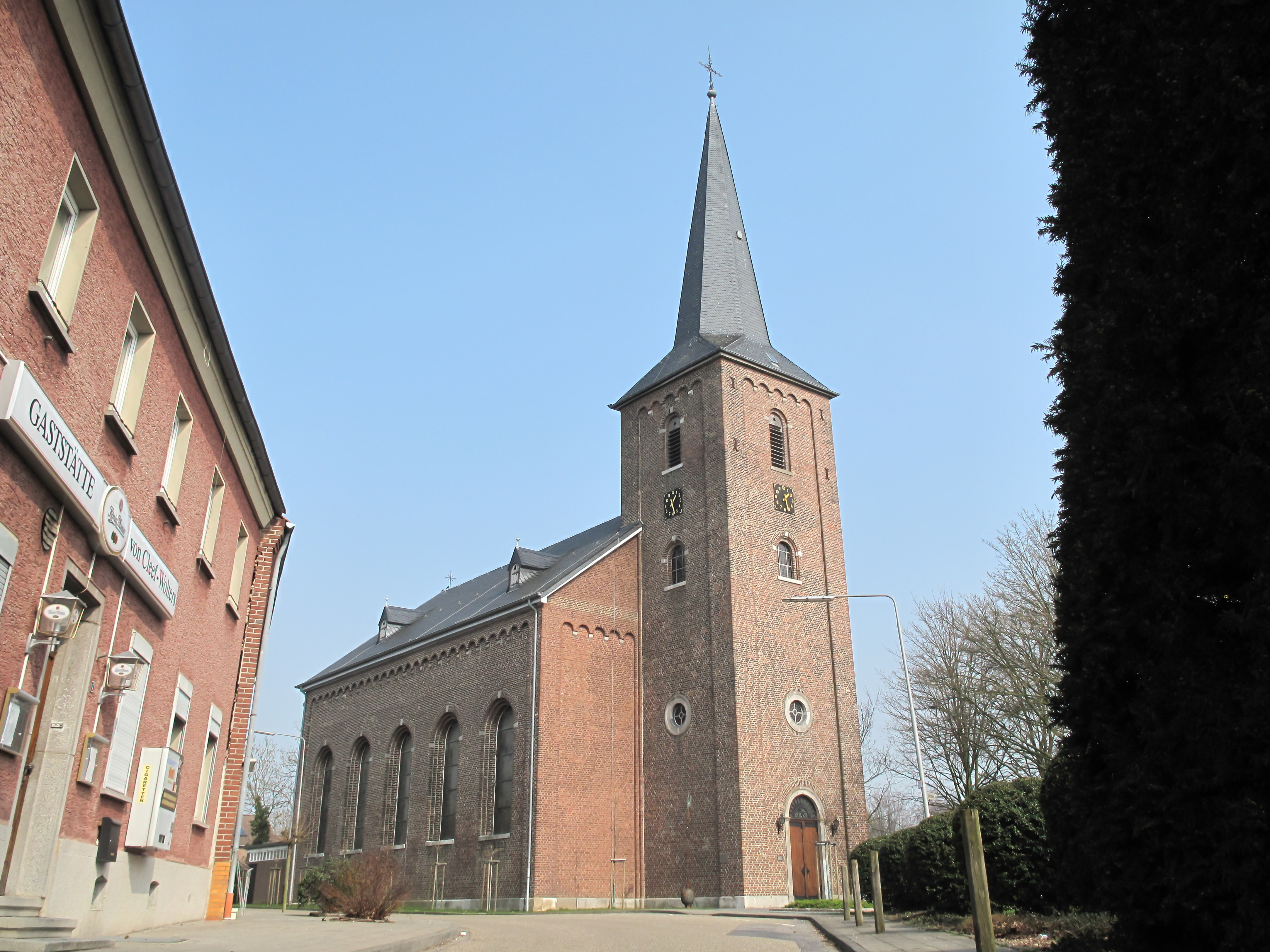
Saeffelen, Pfarrkirche Sankt Lucia

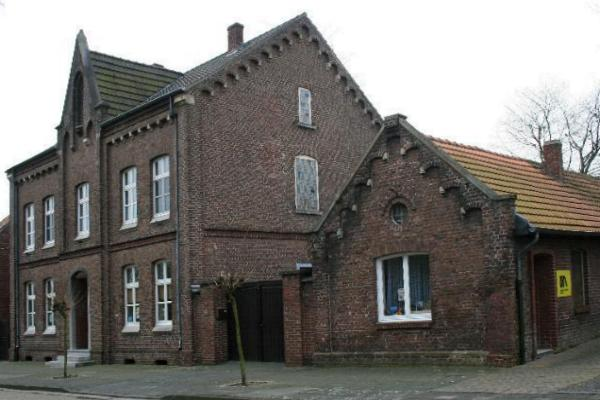
Pfarrhaus, Denkmal Nr. 13

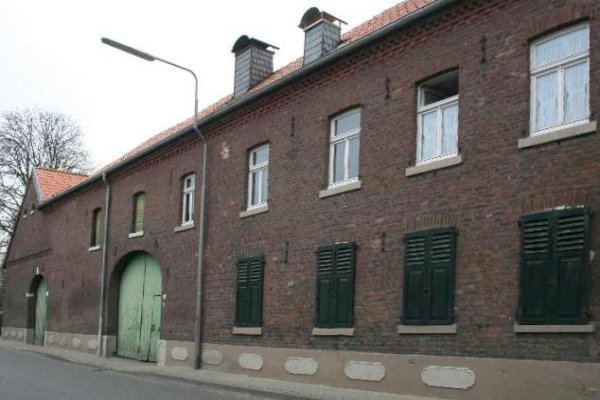
Hofanlage, Denkmal Nr. 28

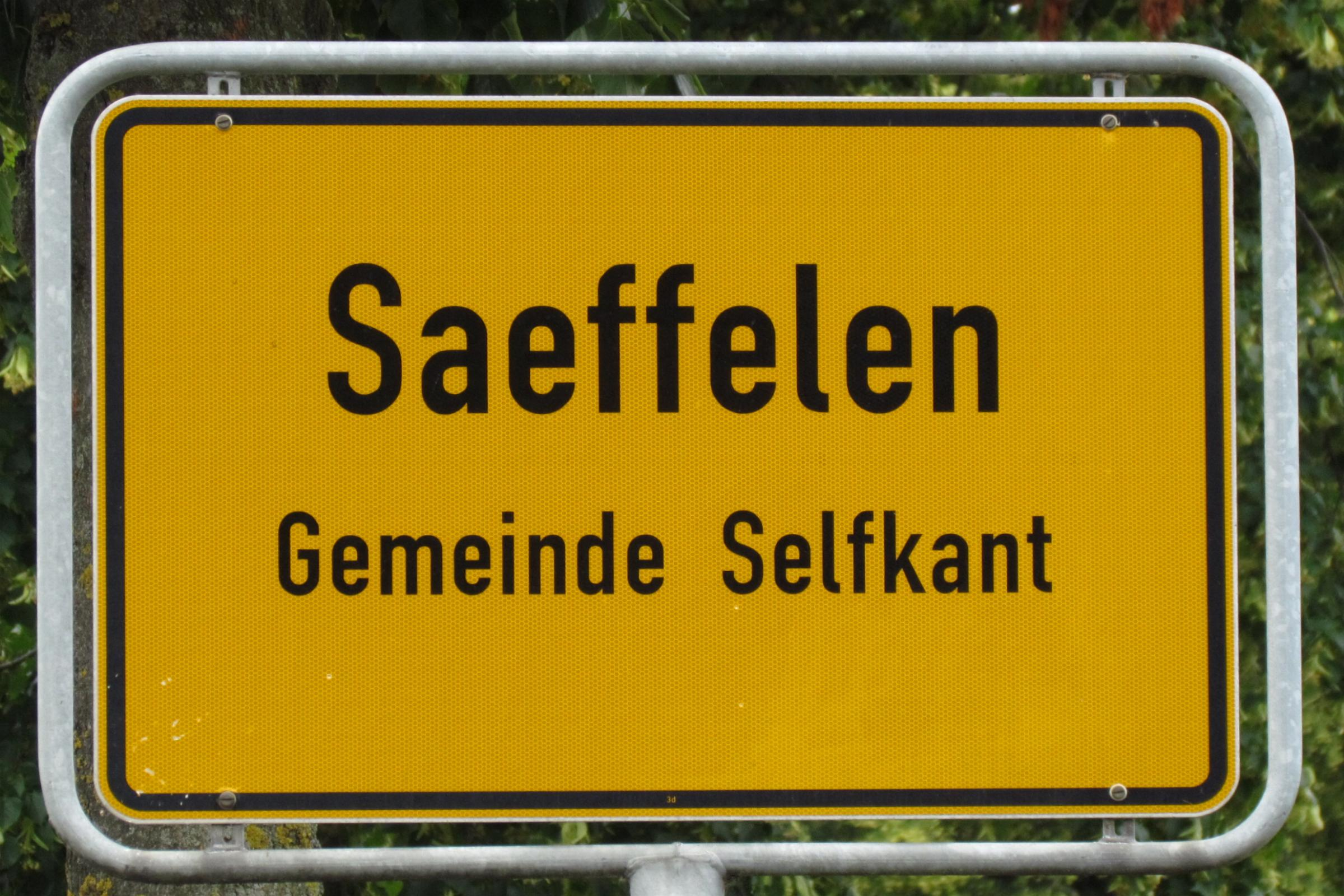
Ortsschild

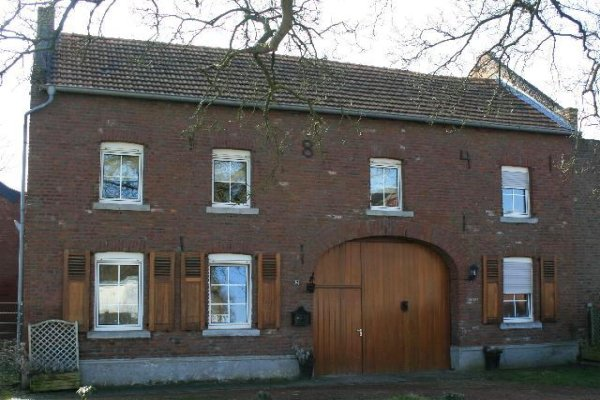
Hofanlage, Denkmal Nr. 23

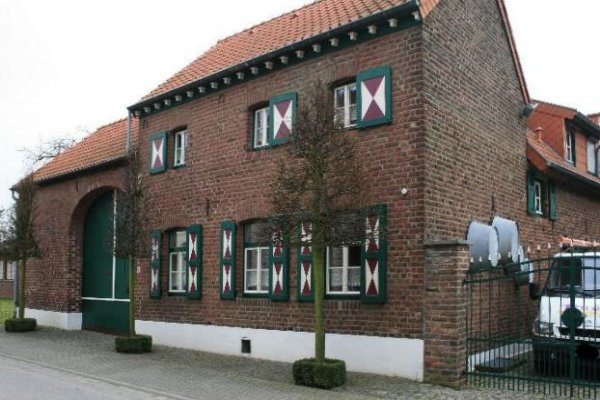
Wohn-Stall-Haus, Denkmal Nr. 53

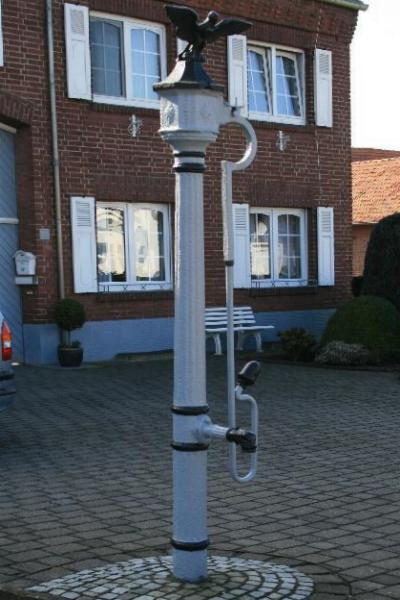
Alte Wasserpumpe, Denkmal Nr. 24

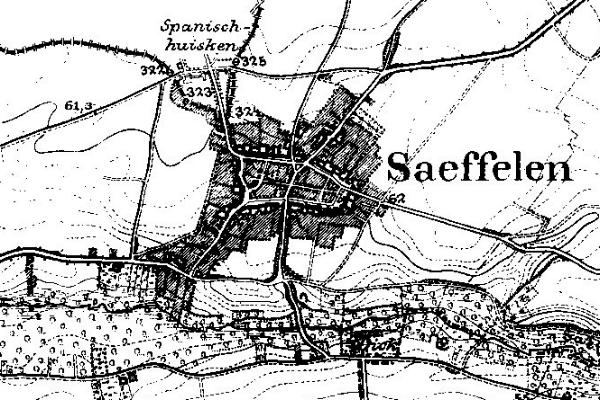
Saeffelen auf der Neuaufnahme von 1912

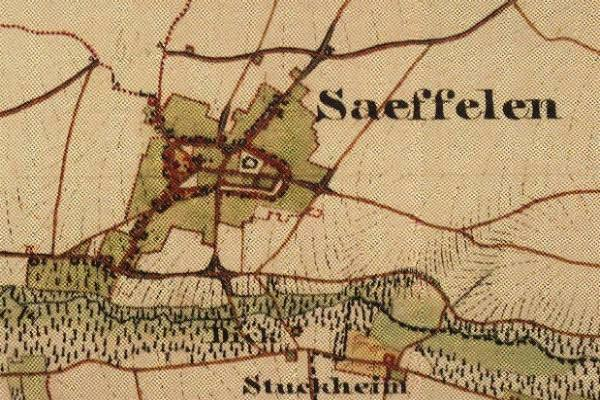
Saeffelen auf der Urkatasterkarte von 1846

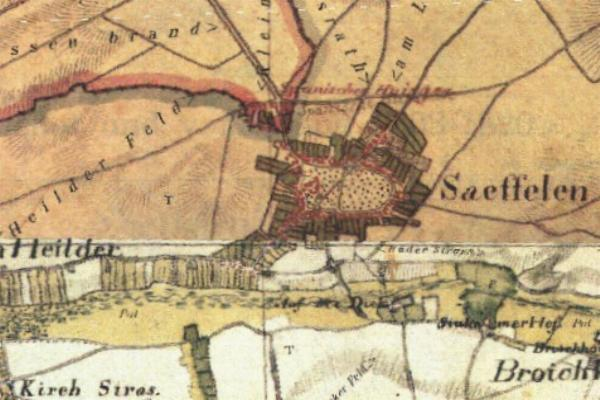
Saeffelen auf der Tranchotkarte 1803–1820

Saeffelen ist eine ländliche Ortschaft in der Gemeinde Selfkant, der westlichsten Gemeinde Deutschlands im Kreis Heinsberg in Nordrhein-Westfalen.

## Geographie

### Lage
Saeffelen liegt im Osten der Gemeinde Selfkant in etwa auf halber Strecke zwischen Heinsberg und Sittard. Die derzeit noch wichtigste Verbindung zwischen diesen beiden Städten, die stark frequentierte L228, führt mitten durch Saeffelen.
Nördlich des Dorfes liegt die niederländische Grenze, am Ortsausgang befindet sich ein Grenzübergang nach Koningsbosch (Gemeinde Echt-Susteren). Südlich des Ortes fließt in Ost-West-Richtung der Saeffeler Bach in einem Tälchen (Naturschutzgebiet Höngener und Saeffeler Bruch).

### Gewässer
Bei Starkregen und bei Schneeschmelze fließt das Oberflächenwasser aus den Bereich Saeffelen über den Saeffelbach in den Rodebach (GEWKZ 281822) und dann weiter in die Maas. Der Rodebach hat eine Länge von 28,918 km bei einem Gesamteinzugsgebiet von 173,385 km².

### Nachbarorte
| Schalbruch | Koningsbosch (NL)                           | Bocket     |
| Heilder    | Kompassrose, die auf Nachbargemeinden zeigt | Breberen   |
| Höngen     | Kleinwehrhagen                              | Kievelberg |

### Dorfform
Saeffelen ist ein beidseitig bebautes Platzdorf.

## Geschichte

### Ortsname
- 1144 Safele
- 1276 Sefele
- 14. Jahrhundert Soyffele
- 1457 Saefelen
- 1550 Saiffelen
- 1666 Saeffelen
- Der Saeffelbach gab dem Dorf seinen Namen. An dem Gewässernamen wurde das Suffix -e(n) angehängt.

### Ortsgeschichte
Erstmals erwähnt wurde Saeffelen im Jahr 1136 als Safla. Safla ist auf eine keltische Bezeichnung für den sandigen Boden zurückzuführen, somit spricht der Ortsname für eine Siedlung aus der Keltenzeit.
Saeffelen gehörte zur Waldgemeinschaft des großen Echterbuschs, den nach der Überlieferung Pippin II. der Gemeinde Echt geschenkt hatte. Eine Kapelle ist aus dem Jahr 1276 bezeugt, das alte Lucia-Patronat lässt auf ein hohes Alter schließen.
Die heutige Kirche, ein schlichter Backsteinbau der Jahre 1846/49 wurde am 9. Mai 1852 geweiht. Sie bildet zusammen mit dem Pfarrhaus und dem Dorfplatz den Mittelpunkt des Ortes. Zur Pfarre Saeffelen gehören die beiden Weiler Dieck und Heilder.
Im Zuge der Pfarrgemeindereformen im Bistum Aachen wurde die ehemals eigenständige katholische Pfarrgemeinde St. Lucia Saeffelen in die Gemeinschaft der Gemeinden (GdG) St. Servatius Selfkant eingegliedert.
- Heilder wird im 15. Jahrhundert als Heylare erwähnt. Ob das Beiwort sich auf Heide bezieht, ist nicht sicher. Das Grundwort -lar könnte Weide oder Sumpf bedeuten. Heilder hat eine kleine kath. Kapelle.
- Das Haus Dieck, das versteckt hinter ausgedehnten Wiesen in einem Bachtal liegt, wurde bereits im 14. Jahrhundert als Dyke, d. h. Deich, erwähnt. Heute bildet es ein allseitig geschlossenes Hofgeviert.

Im Mittelalter gehörte Saeffelen zur Herrschaft Millen, die später in den Besitz der Herren von Heinsberg überging.
1499 übernahm das Herzogtum Jülich das Heinsberger Gebiet. Saeffelen gehörte nun zum jülicher Amt Millen.
In der frühen Neuzeit galt Saeffelen als Zentrum der Täuferbewegung.
Am 1. Juli 1969 wurde durch das Gesetz zur Neugliederung von Gemeinden des Selfkantkreises Geilenkirchen-Heinsberg aus den Gemeinden Saeffelen, Havert, Hillensberg, Höngen, Millen, Süsterseel, Tüddern und Wehr die neue Gemeinde Selfkant gebildet. Saeffelen hatte zuvor zum Amt Waldfeucht gehört. Die übrigen Gemeinden, welche die neue Gemeinde Selfkant bildeten, hatten aufgrund niederländischer Annexionspläne bis zum 31. Juli 1963 unter Auftragsverwaltung gestanden und ab dem 1. August 1963 das Amt Selfkant gebildet.

## Politik
Gemäß § 3 (1) der Hauptsatzung der Gemeinde Selfkant ist das Gemeindegebiet in Ortschaften eingeteilt. Saeffelen ist eine Ortschaft und wird nach § 3 (2) von einem Ortsvorsteher in der Gemeindevertretung vertreten. Ortsvorsteher der Ortschaft Saeffelen ist Werner Joerißen. (Stand 2022)

## Infrastruktur
- Ein Heilpädagogisches Zentrum steht zur Verfügung.
- Ein Alten- und Pflegezentrum kümmert sich um bedürftige Menschen.
- Der Ort hat Anschluss an das Radverkehrsnetz NRW.

## Sehenswürdigkeiten
- Katholische Pfarrkirche St. Lucia, als Denkmal Nr. 12
- Buntverglasung in der Pfarrkirche St. Lucia
- Rundweg Saeffelen
- Statue „Bookeskook“ am Dorfsaal
- Statue „Hastenraths Will“ am Diecker Radcafé

## Vereine
- Freiwillige Feuerwehr Selfkant, Löscheinheit Höngen-Saeffelen
- St. Sebastianus-Schützenbruderschaft Saeffelen
- Sportverein SC Selfkant
- Musikverein St. Gregorius Saeffelen
- Spielmannszug Saeffelen 1921 e. V.
- Pfarrcaecilienchor St. Lucia Saeffelen
- Sozialverband VdK Deutschland – Ortsverband Selfkant betreut Saeffelen
- Dorfsaal Saeffelen e. V.

Soefelder Kids e. V.

## Regelmäßige Veranstaltungen
- Vogelschuss der Bruderschaft
- Patronatsfest und Kirmes
- St. Martin-Umzug in Saeffelen
- Oktoberfest
- Dorfkonzert

## Verkehr

### Autobahnanbindung
| BAB  | Streckenabschnitt        | Anschlussstelle | Entfernung |
| ---- | ------------------------ | --------------- | ---------- |
| A 46 | Heinsberg – Düsseldorf   | AS Heinsberg    | 15 km      |
| A 44 | Aachen – Mönchengladbach | AS Aldenhoven   | 30 km      |
| A 4  | Aachen – Köln            | AS Weisweiler   | 40 km      |

### Bahnanbindung
Ab Bahnhof Geilenkirchen (ca. 15 km Entfernung)
| Linie | Linienbezeichnung | Linienverlauf                              |
| ----- | ----------------- | ------------------------------------------ |
| RE 4  | Wupper-Express    | Aachen–Mönchengladbach–Düsseldorf–Dortmund |
| RB 33 | Rhein-Niers-Bahn  | Aachen–Mönchengladbach–Duisburg–Essen      |

### Busanbindung
Saeffelen wird von den AVV-Buslinien 434, 436, 438, 474 und 475 der WestVerkehr bedient.
Zudem verkehrt der Multi-Bus seit dem 9. Juni 2024 kreisweit erweitert und zu einheitlichen Bedienzeiten. Mehr Informationen gibt es bei WestVerkehr.
| Linie | Verlauf |
| ----- | --- |
| 434   | Geilenkirchen Bf – Bauchem – Niederheid – Hatterath – Gillrath – Birgden – Schierwaldenrath Bf – Langbroich – Schümm – Brüxgen – Breberen – Saeffelen – Heilder – Höngen |
| 436   | Heinsberg Busbf – Selsten – (Hontem – (Waldfeucht –) Bocket –) Abzw. Nachbarheid – Breberen – Saeffelen – Heilder – Höngen (→ Stein → Havert → Schalbruch → Isenbruch → Millen → Tüddern)                                                                                                   |
| 438   | Saeffelen – Kleinwehrhagen – Großwehrhagen – Höngen – Stein – Havert – Millen-Bruch – Isenbruch – Schalbruch |
| 474   | Heinsberg Busbf – (Aphoven – Laffeld –) Selsten – (Braunsrath – Löcken – Schöndorf – Obspringen – Brüggelchen) / Hontem – Waldfeucht – Bocket – Saeffelen / Abzw. Nachbarheid ← Breberen – (Harzelt ← Langbroich ←) (Kievelberg – Hastenrath) / (Brüxgen – Schümm) / Vinteln – Gangelt      |
| 475   | (Oberbruch – Unterbruch) / Heinsberg Agentur für Arbeit – Heinsberg Busbf – Lieck –Kirchhoven – Vinn – Haaren – Obspringen – Brüggelchen – Waldfeucht – Bocket – Abzw. Nachbarheid – Breberen – Saeffelen – Heilder – Höngen – (Stein – Havert – Schalbruch – Isenbruch – Millen –) Tüddern |

## Straßennamen
Am Bäderweg, Am Bilderweg, Am Dorfanger, Am Steincleef, An der Raderstraße, Breberener Straße, Friedhofstraße, Grenzstraße, Heinsberger Straße, Kirchweg, Lindenstraße, Pfarrer-Jäger-Straße, Selfkantstraße, Weidenstraße, Zum Schützenbruch

## Söhne Saeffelens
- Wilhelm Cleven (1893–1983), Weihbischof von Köln
- Willi Otten, Bürgermeister der Gemeinde Selfkant bis 2004

## Kurioses
Das Rurtal Trio, nach eigener Darstellung „eines der ganz wenigen Zwei-Mann-Trios auf der Welt und Fachkräfte für Comedy und Realsatire“, machte Saeffelen bekannt, weil es seine Programme dort ansiedelt.
Im März 2022 erhielt Christian Macharski ein Denkmal in Saeffelen.